# Sinaldocader
Sinaldocader is een geslacht van wantsen uit de familie van de Tingidae (Netwantsen). Het geslacht werd voor het eerst wetenschappelijk beschreven door Popov in 1989.

## Soorten
Het genus bevat de volgende soorten:

- Sinaldocader drakei (Popov, 1989)
- Sinaldocader ponomarenkoi Golub & Popov, 2008
- Sinaldocader rasnitsyni Golub & Popov, 2012